# 日亜鋼業
日亜鋼業株式会社（にちあこうぎょう、英: NICHIA STEEL WORKS, LTD.）は、兵庫県尼崎市に本社を置く鉄鋼二次製品メーカー。日本製鉄のグループ企業である。

## 概要
鉄鋼二次製品のうち、線材と呼ばれる鋼材を加工した線材二次製品のメーカーである。軟鋼線材を加工した鉄線や亜鉛めっき鉄線、硬鋼線材を加工した自動車産業向けの硬鋼線・ピアノ線、鉄骨構造物の接合に用いられるボルト（高力ボルト）、三次製品の撚り線・フェンスなどを製造する。
本社事務所は兵庫県尼崎市道意町6丁目にあるが、登記上の本店は運河の対岸にある本社工場の所在地（尼崎市中浜町）である。本社工場の他にも、茨城工場（茨城県北茨城市）・大阪工場（大阪市東成区）の2か所の工場を持つ。支店が東京都中央区、営業所が日本国内6都市にあり、中国の北京市にも駐在所を置く。
東京証券取引所第一部（東証一部）に株式を上場する。筆頭株主は大手鉄鋼メーカーの日本製鉄で約23%の株式を保有し、日亜鋼業を持分法適用会社としている。一方傘下には、鋼線・ケーブルメーカーのジェイ-ワイテックスなどがある。

## 沿革
- 1952年6月 - 日亜製鋼（後の日鉄日新製鋼）の二次製品工場が独立し、日亜鋼業株式会社設立。
- 1961年4月 - 日本製鉄の前身・八幡製鐵が資本参加。
- 1961年10月 - 大阪証券取引所第二部（大証二部）に株式を上場。
- 1986年2月 - 東証二部に株式上場。
- 1987年9月 - 東京一部・大証一部に指定替え。
- 1991年5月 - 室蘭工場新設。
- 1995年4月 - 茨城工場新設。
- 2001年3月 - 滋賀ボルトを連結子会社化。
- 2001年11月 - 興国鋼線索（現・ジェイ-ワイテックス）を連結子会社化。
- 2009年9月17日 - 大証一部での上場を廃止。
- 2011年10月 - 室蘭工場閉鎖。

## 主なグループ企業
- ジェイ-ワイテックス株式会社 - 連結子会社。2007年4月に興国鋼線索など3社が統合し発足した鋼線・鋼索（ケーブル）メーカー。本社は大阪府貝塚市。日亜鋼業と日本製鉄が出資する。
- 滋賀ボルト株式会社 - 日亜鋼業が100%出資する連結子会社。高力ボルトメーカーで、本社は滋賀県甲賀市。